# Park City (Kansas)
Pour les articles homonymes, voir Park City.
Park City est une municipalité américaine située dans le comté de Sedgwick au Kansas. Lors du recensement de 2010, sa population est de 7 297 habitants.

## Géographie
Park City fait partie de la banlieue nord de Wichita, dans le sud du Kansas.
Selon le Bureau du recensement des États-Unis, la municipalité s'étend en 2010 sur une superficie de 9,51 milles carrés (24,63 km2), dont 0,02 mille carré (0,05 km2) d'étendues d'eau.

## Histoire
Park City est fondée en 1870 sur les rives de l'Arkansas. Le bourg est cependant abandonné, ne réussissant pas à attirer le chemin de fer ou une route d'importance.
En 1953, la zone d'aménagement de Park City Addition est créée à une quinzaine de kilomètres au sud-est de l'ancienne Park City, à qui elle doit son nom. Une banlieue résidentielle s'y développe rapidement.  Après plusieurs échecs, elle devient une municipalité en 1980.
En 2005, le nom de la ville fait le tour de la presse internationale lorsque le tueur en série Dennis Rader y est arrêté à son domicile,,.

## Démographie
La population de Park City est estimée à 7 729 habitants au 1er juillet 2017. Sa population est relativement jeune, avec près d'un tiers d'habitants de moins de 18 ans.
| Groupe          | Park City (2016) | Kansas (2017) | États-Unis (2017) |
| --------------- | ---------------- | ------------- | ----------------- |
| Blancs          | 85,6             | 86,5          | 76,6              |
| Afro-Américains | 5,6              | 6,2           | 13,4              |
| Métis           | 3,2              | 3,0           | 2,7               |
| Asiatiques      | 3,0              | 3,1           | 5,8               |
| Amérindiens     | 2,1              | 1,2           | 1,3               |
|                 |                  |               |                   |
| Hispaniques     | 8,6              | 11,9          | 18,1              |

Le revenu par habitant était en moyenne de 24 295 dollars par an entre 2012 et 2016, en-dessous de la moyenne du Kansas (28 478 dollars) et de la moyenne nationale (29 829 dollars), malgré un revenu médian par foyer supérieur. Sur cette même période, 12,8 % des habitants de Park City vivaient sous le seuil de pauvreté (contre 12,1 % dans l'État et 12,7 % à l'échelle des États-Unis).

## Culture locale et patrimoine

### Personnalité liée à la ville
- Dennis Rader (1945) : tueur en série connu sous le nom de BTK, vivait dans une petite maison sur Independance Street (aujourd'hui détruite).